# رجل سنة 60 (مسلسل)
رجل سنة 60 هو مسلسل دراما كويتي أنتج عام 1996، وهو من إخراج حسين المفيدي، وتأليف عبد الله الحبيل.

## القصة
تدور أحداث المسلسل عن الشاب أحمد الذي يتوفى والده غرقا ويتركه وأمه بلا معيل، يقرر أحمد العمل عند عمه فهد في التجارة، يتمكن جاسم من الإيقاع بين الشاب وعمه الذي يتهمه بالسرقة ويطرده من العمل، تدور الأيام على جاسم، ويسرقه شريكه فرج، فيقرر أحمد الانتقام منه بطريقته.

## طاقم العمل
- عبد الله الحبيل
- جاسم النبهان
- باسمة حمادة
- هيفاء عادل
- طارق العلي
- ولد الديرة
- محمد العجيمي
- زهرة الخرجي
- خالد علي المفيدي
- صالح الحمر
- إسماعيل الراشد
- عماد العكاري
- محمد إبراهيم جاسم
- أحمد الصغير
- نايف الراشد
- محمود الهمشري
- فايز العامر
- ياسر العماري
- عبد الله يوسف
- صالح الصالح
- علي صالح
- عيسى صالح
- ناصح الفضلي